# 夏美華
夏美華（1948年7月22日—），筆名：夏駱梵，台灣著名女編劇、女作家，曾在英商怡和洋行擔任祕書。在台灣戲劇、電影皆有參與編劇故事腳本等創作。1980年參與台視國語連續劇《秋水長天》劇本編劇寫作，1981年憑藉該劇榮獲第16屆金鐘獎『編劇獎』，1989年參與中視名星劇場－關懷社會系列《布穀鳥聲聲催》劇本編劇寫作，1990年憑藉該劇榮獲第25屆金鐘獎『最佳編劇獎』。21世纪後編寫電視劇劇本有2001年《橘子紅了》，2009年《金大班》，2011年《溫暖的憂傷》等戲劇作品。

## 編劇作品

### 戲劇
| 年份   | 播放平台     | 戲劇名稱         | 戲劇類型 | 擔任職務 | 備註                 |
| 1980年 | 台視         | 秋水長天         | 長篇戲劇 | 編劇     | 與舒子平聯合撰寫     |
| 1981年 | 台視         | 天長地久         | 長篇戲劇 | 編劇     | 個人撰寫             |
| 1982年 | 台視         | 海角天涯         | 長篇戲劇 | 編劇     | 個人撰寫             |
| 1984年 | 台視         | 一剪梅           | 長篇戲劇 | 編劇     | 與王中慧聯合撰寫     |
| 1984年 | 台視         | 一千個春天       | 長篇戲劇 | 編劇     | 個人撰寫             |
| 1984年 | 台視         | 秋潮向晚天       | 長篇戲劇 | 編劇     | 個人撰寫             |
| 1985年 | 台視         | 花落春猶在       | 長篇戲劇 | 編劇     | 與張龍光聯合撰寫     |
| 1985年 | 中視         | 夕陽山外山       | 長篇戲劇 | 編劇     | 個人撰寫             |
| 1985年 | 中視         | 心聲淚痕         | 長篇戲劇 | 編劇     | 個人撰寫             |
| 1987年 | 台視         | 今夜相思雨       | 長篇戲劇 | 編劇     | 個人撰寫             |
| 1987年 | 台視         | 野薑花盛開       | 長篇戲劇 | 編劇     | 個人撰寫             |
| 1988年 | 中視         | 情義無價         | 長篇戲劇 | 編劇     | 個人撰寫             |
| 1989年 | 中視         | 布穀鳥聲聲催     | 長篇戲劇 | 編劇     | 個人撰寫             |
| 1990年 | 中視         | 希望之鴿         | 長篇戲劇 | 編劇     | 個人撰寫             |
| 1990年 | 華視         | 幾度春風幾度霜   | 長篇戲劇 | 編劇     | 個人撰寫             |
| 1991年 | 中視         | 玫瑰芳心         | 長篇戲劇 | 編劇     | 個人撰寫             |
| 1993年 | 中視         | 玫瑰豪情         | 長篇戲劇 | 編劇     | 個人撰寫             |
| 1994年 | 華視         | 路長情更長       | 長篇戲劇 | 編劇     | 個人撰寫             |
| 1997年 | 華視         | 生生世世情       | 長篇戲劇 | 編劇     | 個人撰寫             |
| 1998年 | 亞視         | 鄉野傳奇之大黑蛾 | 長篇戲劇 | 編劇     | 個人撰寫             |
| 2000年 | 中視         | 青河絕戀         | 長篇戲劇 | 編劇     | 與雪柔聯合撰寫       |
| 2001年 | 公視         | 橘子紅了         | 長篇戲劇 | 編劇     | 與鄭重、王要聯合撰寫 |
| 2007年 | 優酷         | 讓愛化作珍珠雨   | 長篇戲劇 | 編劇     | 個人撰寫             |
| 2009年 | 江蘇城市頻道 | 金大班           | 長篇戲劇 | 編劇     | 個人撰寫             |
| 2011年 | 公視         | 溫暖的憂傷       | 電視電影 | 編劇     | 個人撰寫             |

### 電影
| 年份   | 播放平台 | 電影名稱     | 電影類型 | 擔任職務 | 備註             |
| 1979年 | 院線片   | 细雨敲我窗   | 長篇電影 | 編劇     | 個人撰寫         |
| 1980年 | 院線片   | 美麗與哀愁   | 長篇戲劇 | 編劇     | 個人撰寫         |
| 1984年 | 院線片   | 醜小鴨       | 長篇戲劇 | 編劇     | 與黃炳耀聯合撰寫 |
| 1986年 | 院線片   | 何姨十三金釵 | 長篇戲劇 | 編劇     | 與宋項如聯合撰寫 |

## 出版作品

### 著作
| 年份   | 書籍名稱       | 書籍類型 | 出版社         | 備註 |
| 1969年 | 『菊‧春』      |          | 世界藝文(季刊) |      |
| 1981年 | 『女孩子的夢』 |          | 新女性雜誌社   |      |
| 1986年 | 『紫色的蓓蕾』 |          | 瑞德出版社     |      |
| 1987年 | 『明日天涯』   |          | 瑞德出版社     |      |
| 1994年 | 『路長情更長』 |          | 培根文化公司   |      |

## 獎項紀錄
| 年份   | 頒獎典禮     | 獎項       | 作品         | 結果 |
| ------ | ------------ | ---------- | ------------ | ---- |
| 1981年 | 第16屆金鐘獎 | 編劇獎     | 秋水長天     | 獲獎 |
| 1986年 | 第21屆金鐘獎 | 編劇獎     | 一剪梅       | 提名 |
| 1990年 | 第25屆金鐘獎 | 最佳編劇獎 | 布穀鳥聲聲催 | 獲獎 |

## 外部連結
- 夏美華的Facebook專頁
- 夏美華 - MovieCool 華文影劇數據平台 （页面存档备份，存于）
- 夏美華 簡介 - 文學好臺誌